# Dia (divinità)
Dia, una divinità arcaica romana, più tardi identificata con Cerere.

## Descrizione
Era un'antica dea della fertilità e della crescita nell'antica religione romana, più tardi identificata con Cerere, e talvolta con il suo equivalente greco Demetra.
Gli Arvali erano i sacerdoti che officiavano al culto della Dea, che veniva festeggiata per tre giorni a maggio, con la festa degli Ambarvali: precisamente il 17, 19 e 20 maggio negli anni pari, il 27, 29 e 30 maggio, in quelli dispari. I festeggiamenti, con banchetti e sacrifici, si svolgevano in città il primo e terzo giorno, mentre il secondo si svolgevano nel tempio a lei dedicato al V miglio, lungo la via Campana, tra il Tevere e il monte delle Piche (oggi in zona Magliana Vecchia), vicino al tempio dedicato alla Fors Fortuna.
Durante i festeggiamenti i sacerdoti invocavano la dea con i suoi quattro attribuiti:
- Deferunda, colei che trasferisce
- Coinquenda, colei che taglia
- Commolenda, colei che polverizza
- Adolenda, colei che fa nascere

## Il tempio
Il tempio di Dia è stato identificato con i resti ritrovati poco distanti dal V miglio della via Campana, tra il Tevere e il monte delle Piche, nell'odierna vigna Ceccarelli. I primi scavi in questa zona, che si pensa corrispondono all'antico bosco sacro lucus Deae Diae risalgono al 1570, ma tra il 1867 e il 1869 e il 1882, ulteriori e moderni scavi furono condotti dall'Istituto Germanico di Archeologia.
Qui, sono stati ritrovati i resti di diversi edifici, come il Caesareum e il Tetrastylum, come quelli del tempio a forma circolare, rivolto ad oriente.